# Битва при Варке
Битва при Варке — сражение Северной войны между войсками Речи Посполитой с одной стороны и шведскими войсками с другой, состоявшееся 7 апреля 1656 года. Битва велась в течение двух часов и завершилась победой поляков. Это был первый польский успех в битве в открытом поле с начала шведского вторжения в 1655 году.

## Предыстория
После битвы при Ярославе 15 марта 1656 года шведские войска короля Карла X Густава оказались в сложной ситуации. Они нуждались в подкреплениях, и 16 марта король приказал своему брату Адольфу Иоганну отправить дислоцированную в Варшаве армию маркграфа Фридриха VI в направлении королевской армии.
Во второй половине марта 1656 года маркграф покинул Варшаву с 2500 рейтаров и драгун. Его миссия состояла в вызволении главной шведской армии во главе с королём, которая была окружена поляками и литовцами в месте слияния рек Висла и Сан. Маркграф и его солдаты пересекли опустошённые окрестности Козенице, где их постоянно атаковали польские партизаны. Через несколько дней Фридрих VI получил сообщение от Карла Густава, который приказал ему вернуться в Варшаву. Шведский король узнал, что основные польские войска, удерживавшие его в ловушке, двинулись на север, навстречу Фридриху. Польские гетманы Ежи Любомирский и Стефан Чарнецкий покинули район окружения, позволив тем самым Карлу Густаву выйти из ловушки.
Фридрих VI повиновался королевскому приказу и начал отступление через окрестности Козенице и Варки. Польские войска Чарнецкого и Любомирского, преследовавшие его, преодолели расстояние в 80 км, в тяжёлых условиях ранней весны и раскисших от растаявшего снега дорог. Силы Фридриха VI могли отбросить поляков, но маркграф совершил серьёзную ошибку, когда решил дождаться колонну шведских солдат вместе с тяжёлым обозом, медленно маршировавших к Варке от Радома. Когда польские войска достигли Зволена, войска Фридриха по-прежнему находились к югу от реки Пилица.

## Битва

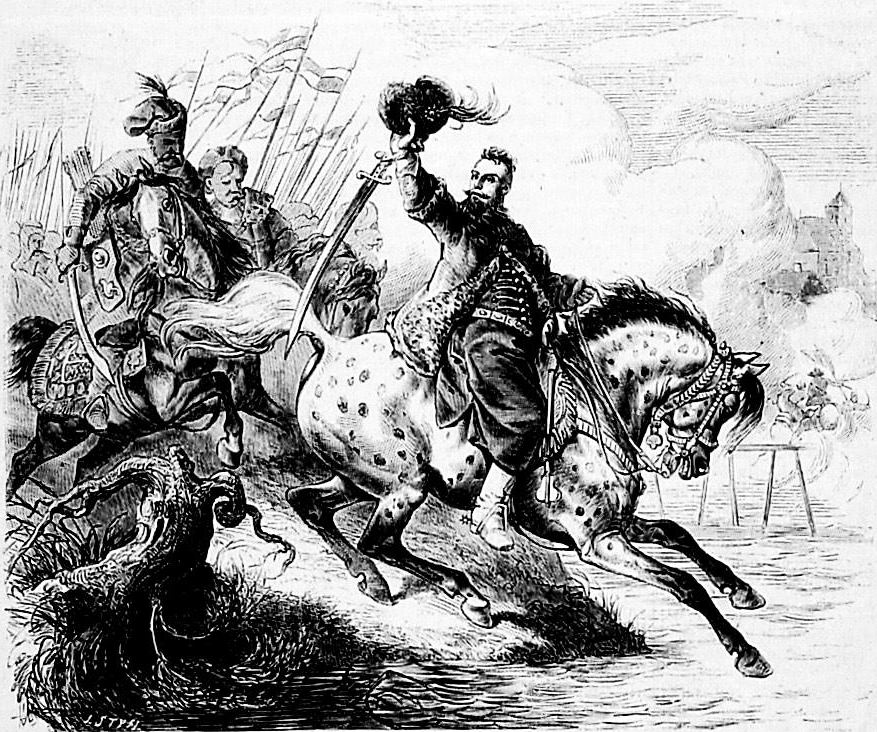
Битва при Варке, худ. Ю. Козак, 1862

После того как маркграф дождался отставшие войска, единая шведская армия пересекла Пилицу, что затянулось на всю ночь. В то же время польские войска Любомирского настигли шведский арьергард. Стычка возле Козенице закончилась полным разгромом шведских отрядов. Оставшиеся в живых добрались до Фридриха VI и сообщили ему об опасности, но маркграф медлил с разрушением наведенного моста до утра 7 апреля.
После ухода арьергарда вдоль реки шведы выстроились в 4-километровую колонну и начали марш к Варшаве. Когда польские войска прибыли, колонна растянулась от Пясечно на севере до Варки на юге. Фридрих VI не чувствовал опасности, так как Пилица сильно разлилась после таяния снега, и не было никакого доступного для поляков места переправы. Поляки, однако, быстро нашли брод, пересекли реку около села Виняры и напали на шведских рейтаров. Польские войска были разделены на три группы. Одна из групп во главе с Чарнецким атаковала охраняемый шведами частично разрушенный мост. После захвата моста польские инженеры восстановили его, что позволило трем полкам пересечь Пилицу.
Фридрих VI, чьи войска сократились до 2500 бойцов, отправил несколько подразделений охранять обоз, а остальные полки заняли позиции на краю леса, ожидая поляков с заряженными ружьями. Поскольку шведские войска стояли перед лесом, поляки не имели возможности их окружить, и лобовая атака была единственным для них решением.
Первыми шведов атаковали кавалеристы Любомирского, но они были дважды остановлены шведским огнём. Вскоре Любомирский был подкреплен тремя полками Чарнецкого. В общей сложности у поляков теперь было 8000 солдат, разделенных на десять полков, но в главном бою было занято только 6000, остальные преследовали отступавших шведов или грабили обоз.
Шведская оборона была прорвана третьей атакой, проведенной польскими гусарами. Оставшиеся в живых бежали в лес, пытаясь организовать оборону там. Местные жители подожгли траву и кусты, что вынудило шведов вернуться в поле. Бой превратилась в бойню: выжившие или раненые шведские драгуны и рейтары были безжалостно убиты крестьянами. Шведские полки рассыпались и бежали к Хынуву. Сам Фридрих бежал в Черск, где организовал оборону в местном замке. Польские части, которые преследовали его, не пытались захватить замок, поскольку не имели пехоты и артиллерии.
Польская кавалерия немедленно поворотила на юг, чтобы предотвратить выход шведской королевской армии из ловушки. В то же время Карл Густав в результате смелой операции уже смог выйти из окружения и с войсками пересек реку Сан.

## Последствия
Шведские потери составили около 1500 человек убитыми и ранеными, а также 260 попавших в плен. Поляки потеряли 100 человек убитыми и 100 ранеными плюс огромное количество лошадей, убитых шведскими мушкетерами. Польские войска захватили часть обоза, что было особенно важно в опустошенной голодом стране.
Победа при Варке имели символическое значение для Речи Посполитой. Польская королевская армия, которая потеряла свои лучшие силы в битве под Батогом (1652), получила опыт первой победы над шведами в открытом поле.